# At the Pershing: But Not for Me
At the Pershing: But Not for Me ist ein 1958 veröffentlichtes Album des afroamerikanischen Jazz-Pianisten, Komponisten und Arrangeurs Ahmad Jamal, das er gemeinsam mit Israel Crosby und Vernel Fournier, seinem Ahmad Jamal Trio, aufgenommen hat.

## Album
Laut Schallplattencover wurden die Aufnahmen bei einem Auftritt des Ahmad Jamals Trios am 16. Januar 1958 in der Pershing Lounge des Pershing Hotels in Chicago gemacht. In der Pershing Lounge spielte das Trio zu dieser Zeit über ein Jahr lang fünf Aufführungen pro Nacht und sechs Tage die Woche. Jeder Titel, der an diesem Abend gespielt wurde, insgesamt waren es 43 Titel, wurde aufgenommen und davon wählte Jamal acht Titel für das Album aus.
At the Pershing: But Not for Me wurde 1958 als LP bei Argo Records (LP-628) veröffentlicht. Es war Jamals erste Veröffentlichung für Argo und sein erstes live aufgenommenes Album.
Das Album „erwies sich als ein Wendepunkt in Jamals Karriere. Fast über Nacht fand das Trio nationale Beachtung und die Schallplatte war eines der meistverkauften Alben des Jahres. Das Album zeigt Jamals berühmten Einsatz von Raum und Zeit sowie die außergewöhnliche … Mischung von Klavier und Rhythmusgruppe des Trios, was keinen geringeren als Miles Davis beeinflusst hat, der später einige der Melodien coverte und ähnliche Ideen wie Jamals verwendete.“ Als „eines der „meistverkauften Alben des Jahrzehnts“, ermöglichte At the Pershing: But Not for Me es Jamal, seinen eigenen Club in Chicago, das Alhambra zu eröffnen, in dem seine Band spielte, wenn sie nicht auf Tour war.“
Das Album beinhaltete den siebeneinhalbminütigen Titel „Poinciana“, der ein „gediegener Jazz-Hit“ war. In der NPR Basic Jazz Record Library Radio-Show im Jahr 2011 stellten Murray Horwitz und A.B. Spellman fest, dass „Poinciana“ zur „Standard-Tanzmusik“ auf Partys wurde und als Single in einer gekürzten Fassung für Jukeboxen erschien, denn „Jamal lässt Bass und Schlagzeug einen lateinamerikanischen Groove erzeugen, der sehr ansprechend ist. Er schwebt leicht darüber in einer spärlichen, dicht konstruierten Serie von Verzierungen, die voll ist von dem, was die populären Musik ‚Hooks‘ nennt. Es gibt eine Menge Wiederholungen, aber keine Redundanz.“

## Titelliste
- Ahmad Jamal: At the Pershing: But Not for Me (Argo LP-628)[1]

Seite 1
1. But Not for Me (George Gershwin, Ira Gershwin) – 3:15
2. The Surrey with the Fringe on Top (Richard Rodgers, Oscar Hammerstein II) – 2:23
3. Moonlight in Vermont (Karl Suessdorf, John Blackburn) – 2:55
4. (Put Another Nickel In) Music, Music, Music (Bernie Baum, Stephen Weiss) – 2:43
5. No Greater Love (Isham Jones, Marty Symes) – 3:08

Seite 2
1. Poinciana (Buddy Bernier, Nat Simon) – 7:38
2. Woody ’n’ You (Dizzy Gillespie) – 3:18
3. What’s New? (Bob Haggart, Johnny Burke) – 3:43

## Mitwirkende
Musiker und Instrumente
- Ahmad Jamal – Piano
- Israel Crosby – Bass
- Vernel Fournier – Schlagzeug

Produktionsstab
- Malcolm Chisholm – Aufnahmetechnik
- Sid McCoy – Liner Notes
- Ahmad Jamal – Liner Notes
- Don Bronstein – Fotografie, Coverdesign
- Dave Usher – Produzent

## Rezeption
Die Besprechung des Albums im Erscheinungsjahr 1958 bei Down Beat war leicht negativ, sie bezeichnete Jamals Spiel als „Cocktail-Musik“. Der Rezensent erkannte Jamals Können und Einfluss auf andere Jazzmusiker wie Miles Davis, schrieb aber: „Die Haupttugend des Trios ist ein ausgezeichneter, geschmeidiger, leichter, aber flexibler Beat“ und „die Musik ist durchweg emotional, melodisch und … harmlos gehalten.“ Im August 1958 bezeichnete das Jet-Magazin das Album als „einen landesweiten Hit“. Im selben Monat schätzte Down Beat die Verkäufe des Albums auf über 47.000 und bemerkte, dass jedes Album, das zwischen 15.000 und 20.000 Alben verkauft, „groß“ sei. Die Down Beat-Umfrage im Dezember 1958 bei Musikhändlern zeigte, dass das Album der "Nummer Eins Jazz-Bestseller" war und es blieb für einhundertsieben Wochen in den Album-Charts des Billboard Magazine. Als Ahmad Jamal 1994 als einer der Masters of Jazz der National Endowment for the Arts benannt wurde, hatte sein Album bereits „mehr als eine Million Exemplare“ verkauft. Nach der Rezension von John Morthland aus dem Jahr 2010 waren sein ungewöhnlich minimalistischer Stil und seine erweiterten Vamps kennzeichnend. In seinem Review für Allmusic vergab Michael Erlewine fünf von fünf Sternen und meinte: „Jamals drittes Album … war der Wendepunkt in seiner Karriere. Seine großzügige Nutzung von Stille beeinflusste viele Jazzmusiker, darunter Miles Davis.“ Für Csosoundsandstories.org bleibt das Album „ein Wahrzeichen dieser Ära. Jamal's minimalistischer … Stil Standards von George und Ira Gershwin („But Not For Me“), Richard Rodgers und Oscar Hammerstein II („The Surrey With the Fringe on Top“) zu spielen, lieferte ein neues Vokabular für den Jazz.“ Und Brian Morton und Richard Cook kommentierten das Album folgendermaßen: „Jamals sparsamer, weitläufiger Stil war eine Reaktion auf die Exzesse des Bebop und es gewann ihm ein Publikum.“